# Championnat d'Autriche de football 1996-1997
Navigation
Saison précédente Saison suivante
La saison 1996-1997 du Championnat d'Autriche de football est la 86e édition du championnat de première division en Autriche. La Bundesliga regroupe les dix meilleurs clubs du pays au sein d'une poule unique où ils s'affrontent quatre fois au cours de la saison, deux fois à domicile et deux fois à l'extérieur. À la fin de la saison, le dernier du classement est relégué tandis que le neuvième joue un match de barrage face au vice-champion de 2.Bundesliga, la deuxième division autrichienne.
C'est le club du SV Austria Salzbourg qui remporte le championnat en terminant en tête du classement final, avec trois points d'avance sur le tenant du titre, le SK Rapid Vienne et quatorze sur le duo FC Tirol Innsbruck-SK Sturm Graz. C'est le troisième titre de champion d'Autriche de l'histoire du club.

## Les dix clubs participants
| - SK Rapid Vienne - Grazer AK - SV Ried - FC Wacker Innsbruck - Linzer ASK | - Austria Salzbourg - FC Linz - Promu de 2.Bundesliga - FC Admira Wacker - FK Austria Vienne - SK Sturm Graz |

## Compétition

### Classement
Le barème utilisé pour établir le classement est le suivant :
- Victoire : 3 points
- Match nul : 1 point
- Défaite : 0 point

| Rang | Équipe               | Pts | J  | G  | N  | P  | Bp | Bc | Diff |
| ---- | -------------------- | --- | -- | -- | -- | -- | -- | -- | ---- |
| 1    | SV Austria Salzbourg | 69  | 36 | 19 | 12 | 5  | 54 | 25 | +29  |
| 2    | SK Rapid Vienne P    | 66  | 36 | 18 | 12 | 6  | 69 | 36 | +33  |
| 3    | SK Sturm Graz C      | 55  | 36 | 14 | 13 | 9  | 50 | 31 | +19  |
| 4    | FC Tirol Innsbruck   | 55  | 36 | 16 | 7  | 13 | 49 | 40 | +9   |
| 5    | Grazer AK            | 47  | 36 | 11 | 14 | 11 | 39 | 42 | -3   |
| 6    | FK Austria Vienne    | 46  | 36 | 12 | 10 | 14 | 41 | 51 | -10  |
| 7    | Linzer ASK           | 44  | 36 | 9  | 17 | 10 | 38 | 47 | -9   |
| 8    | SV Ried              | 42  | 36 | 12 | 6  | 18 | 44 | 59 | -15  |
| 9    | FC Linz P            | 31  | 36 | 6  | 13 | 17 | 30 | 47 | -17  |
| 10   | FC Admira Wacker     | 28  | 36 | 6  | 10 | 20 | 35 | 71 | -36  |

|  | Qualification pour la Ligue des champions 1997-1998  |
|  | Qualification pour la Coupe des Coupes 1997-1998     |
|  | Qualification pour la Coupe UEFA 1997-1998           |
|  | Qualification pour la Coupe Intertoto 1997           |
|  | Participation au barrage de promotion-relégation     |
|  | T Tenant du titre C Vainqueur de la Coupe d'Autriche |

- Les clubs du Linzer ASK et du FC Linz fusionnent pour former le LASK Linz, ce qui permet au dernier du classement, le FC Admira Wacker, de disputer le barrage de promotion-relégation.

#### Barrage de promotion-relégation
Le dixième du classement affronte le vice-champion de 2.Bundesliga en matches aller-retour afin de connaître le dernier club participant au championnat la saison prochaine.
| Équipe 1                         | Résultat | Équipe 2         | Aller | Retour |
| -------------------------------- | -------- | ---------------- | ----- | ------ |
| SK Vorwärts Steyr (2.Bundesliga) | 3 - 7    | FC Admira Wacker | 2 - 2 | 1 - 5  |

## Bilan de la saison
| Championnat d'Autriche de football 1996-1997 |                                 |
| Champion                                     | SV Austria Salzbourg (3e titre) |
| Coupes et trophées                           |                                 |
| Vainqueur de la Coupe d'Autriche 1996-1997   | SK Sturm Graz                   |
| Qualifications continentales                 |                                 |
| Ligue des champions 1997-1998                | SV Austria Salzbourg            |
| Coupe des Coupes 1997-1998                   | SK Sturm Graz                   |
| Coupe UEFA 1997-1998                         | FC Tirol Innsbruck              |
| Coupe UEFA 1997-1998                         | SK Rapid Vienne                 |
| Coupe Intertoto 1997                         | FK Austria Vienne               |
| Coupe Intertoto 1997                         | Grazer AK                       |
| Coupe Intertoto 1997                         | SV Ried                         |
| Promotions et relégations                    |                                 |
| Promus en Bundesliga                         | SC Austria Lustenau             |
| Relégués en 2.Bundesliga                     | Aucun                           |